# Český strakatý pes
Český strakatý pes (tjeckisk fläckig hund) är en hundras från Tjeckien. Den avlades fram på 1950-talet för att få fram en hund lämplig för djurförsök. Syftet var att skapa en snäll och foglig, lättskött och fruktsam hund. Den första korsningen var mellan en schäfer och en släthårig foxterrier. Senare har även korthårig vorsteh korsats in. Resultat blev en hund som påminner om kleiner münsterländer. 1960 blev rasen nationellt erkänd av den tjeckiska kennelklubben. Idag är den främst sällskapshund.